# Nicolas Tournat
Nicolas Tournat (Niort, 5 de abril de 1994) es un jugador se balonmano francés que juega de pívot en el HBC Nantes. Es internacional con la selección de balonmano de Francia.
Con la selección ganó la medalla de oro en los Juegos Olímpicos de Tokio 2020 y la medalla de bronce en el Campeonato Europeo de Balonmano Masculino de 2018.

## Palmarés

### Selección nacional
| Juegos Olímpicos   | Juegos Olímpicos             | Juegos Olímpicos  | Juegos Olímpicos |
| Año                | Lugar                        | Medalla           |                  |
| ------------------ | ---------------------------- | ----------------- | ---------------- |
| 2020               | Tokio                        | Medalla de oro    |                  |
| Campeonato Mundial |                              |                   |                  |
| Año                | Lugar                        | Medalla           |                  |
| 2023               | Polonia y Suecia             | Medalla de plata  |                  |
| 2025               | Croacia, Dinamarca y Noruega | Medalla de bronce |                  |
| Campeonato Europeo |                              |                   |                  |
| Año                | Lugar                        | Medalla           |                  |
| 2018               | Croacia                      | Medalla de bronce |                  |
| 2024               | Alemania                     | Medalla de oro    |                  |

### HBC Nantes
- Copa de la Liga (1): 2015
- Supercopa de Francia (2): 2017, 2024
- Copa de Francia de balonmano (1): 2017

### Vive Kielce
- Liga de Polonia de balonmano (3): 2021, 2022, 2023
- Copa de Polonia de balonmano (1): 2021

## Clubes
- Niort HBS (2009-2012)
- HBC Nantes (2012-2020)
- Vive Kielce (2020-2024)
- HBC Nantes (2024- )